# Розенблюм, Илья Семёнович
Илья Семёнович Розенблюм (30 января 1939, Ленинград — 6 февраля 2025) — государственный деятель, член Совета Федерации и председатель Магаданской областной Думы в 2000—2001 годах.

## Биография
Уроженец Ленинграда. С 1961 по 1982 год работал в геологоразведочных экспедициях Чукотки. Первооткрыватель ряда россыпей золота в Золотогорском и Кэнкэрэнском рудных районах. С 1982 по 1991 год работал непосредственно в Северо-Восточном геологическом объединении, осуществлял геологическое руководство открытием и разведкой месторождений золота («Кубака», «Двойное», «Джульетта», «Лунное» и др.).
В 1991 году организовал первое в России частное золотодобывающее предприятие «Геометалл». В 1993 году создал вместе с североамериканскими партнерами первое в горнодобывающей промышленности страны совместное предприятие — Омолонскую золоторудную компанию (ОЗРК), которая выиграла конкурс и получила лицензию на отработку месторождения «Кубака». С 1993 по 1999 год — председатель совета директоров ОЗРК.
За научное обоснование открытия, эффективную разведку, подготовку к эксплуатации и организацию промышленного освоения крупного золоторудного месторождения «Кубака» в Магаданской области в 1998 году получил Государственную премию.

### Политическая карьера
В мае 1997 года был избран депутатом, затем — заместителем председателя Магаданской областной думы второго созыва; 27 января 2000 года был избран председателем Магаданской областной думы вместо В. Пехтина, ставшего депутатом Государственной Думы РФ; по должности председателя областной Думы являлся членом Совета Федерации Федерального Собрания РФ (до истечения срока полномочий Думы в мае 2001 г.), был членом Комитета Совета Федерации по делам Севера и малочисленных народов.